# Samuel Armstrong

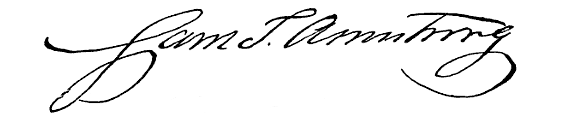
Samuel Armstrongs Unterschrift

Samuel Turell Armstrong (* 29. April 1784 in Dorchester, Massachusetts; † 26. März 1850 in Boston, Massachusetts) war ein US-amerikanischer Politiker und von 1835 bis 1836 amtierender Gouverneur des Bundesstaates Massachusetts.

## Frühe Jahre und politischer Aufstieg
Samuel Armstrong, der ab seinem 13. Lebensjahr als Waisenkind aufwuchs, besuchte die öffentlichen Schulen seiner Heimat und stieg danach in das Druckereigewerbe ein. Dort schaffte er den Sprung vom Lehrling bis zum Eigentümer seiner eigenen Firma. Seit 1822 engagierte sich Armstrong auch in der Politik. In diesem Jahr wurde er in das Repräsentantenhaus von Massachusetts gewählt, wohin er in den Jahren 1828 und 1829 zurückkehren sollte. Zwischen 1833 und 1835 war er Vizegouverneur seines Staates.

## Gouverneur von Massachusetts und weiterer Lebenslauf
Nach dem Rücktritt von Gouverneur John Davis musste Armstrong entsprechend der Staatsverfassung dessen Amtszeit beenden. Damit konnte er dieses Amt zwischen dem 1. März 1835 und dem 13. Januar 1836 bekleiden. Parteipolitisch war er Mitglied der Whigs. Nach Ablauf seiner relativ kurzen und ereignislosen Amtszeit wurde Armstrong 1836 Bürgermeister der Stadt Boston. Im Jahr 1839 wurde er auch in den Senat von Massachusetts gewählt. Der mit Abigail Walker verheiratete Samuel Armstrong starb im März 1850 in Boston.